# Mens
Mens [mɛ̃s] ist eine französische Gemeinde mit 1.431 Einwohnern (Stand 1. Januar 2022) im Département Isère in der Region Auvergne-Rhône-Alpes. Sie gehört zum Gemeindeverband Trièves.

## Geographie
Mens liegt zwischen den Gebirgsstöcken Vercors und Dévoluy, 55 Kilometer südlich von Grenoble und 34 Kilometer südlich von Le Pont-de-Claix. Das Gemeindegebiet wird vom Flüsschen Vanne durchquert.

## Geschichte
Der Ort liegt an der Römerstraße von Grenoble nach Briançon. In gallo-römischer Zeit (52 v. Chr. bis 5. Jahrhundert) existierte vor Ort ein Marktplatz namens Forum Neronis. Im 5. Jahrhundert erreichte die Reliquie des Heiligen Mens die Gemeinde, die daraufhin bis ins 16. Jahrhundert Saint-Mens genannt wurde, danach jedoch den Namenszusatz Saint („Heiliger“) wieder verlor. Um 1150 richtete sich der Templerorden in Mens ein. Im 13. Jahrhundert war Mens der Hauptort des Alpentals Trièves. Im 16. Jahrhundert wurde Mens zu einem Zentrum des Calvinismus, 1561 wurde ein calvinistisches Gotteshaus erbaut. Die Bevölkerungszahl nahm zu, es gab etwa 1200 Einwohner, von denen 90 % Protestanten waren.
Im Jahr 1972 wurde der Weiler Saint-Genis, der bis dahin eine unabhängige Gemeinde darstellte, nach Mens eingemeindet.

## Bevölkerungsentwicklung
| Jahr                       | 1962 | 1968 | 1975 | 1982 | 1990 | 1999 | 2011 | 2017 |
| Einwohner                  | 1137 | 1090 | 1139 | 1116 | 1129 | 1175 | 1370 | 1397 |
| Quellen: Cassini und INSEE |      |      |      |      |      |      |      |      |

## Kultur und Sehenswürdigkeiten
Die Kirche Notre-Dame wurde im 11. Jahrhundert erbaut. Der Glockenturm stammt aus dem 12. Jahrhundert, das Querschiff aus dem 14. Jahrhundert. Die Kirche wurde im 19. Jahrhundert umgebaut, das Datum 1833 findet sich an der südlichen Außenmauer.
Der teilweise überdachte Marktplatz Place de la Halle wurde im 15. Jahrhundert angelegt. Aus dem 18. Jahrhundert stammen drei identische Springbrunnen auf der Place de la Halle, dem Platz am Rathaus und der Place Paul-Brachet.
Im August findet jährlich das Musikfestival Mens Alors! statt.

## Wirtschaft
Ein großer Teil der Mensois arbeitet in der Landwirtschaft und der Holzwirtschaft. Weideland und Obstplantagen prägen die Landschaft. Es wird Getreide angebaut und Viehzucht betrieben.

## Verkehr
Durch den Ort verläuft die Departementsstraße D 66, die Mens mit Saint-Maurice-en-Trièves und Corps verbindet. Die in Mens beginnende D 34 führt in Richtung Grenoble zur Autobahn A 51, die D 526 in Richtung Saint-Avre zur A 43. Nächster Bahnhof ist Clelles-Mens an der Bahnstrecke Lyon–Marseille, der über die D 562 erreicht wird.

## Persönlichkeiten
Antoine Froment (* 1509 in Mens; † 1581 in Genf) war ein reformierter Geistlicher und Chronist.